# العاشر من رمضان (مدينة)
العاشر من رمضان هي مدينة مصرية جديدة من مدن الجيل الأول، تقع في محافظة الشرقية، وتتبع إدارياً لهيئة المجتمعات العمرانية الجديدة، أُنشِئت بقرار رئيس جمهورية مصر العربية رقم 249 بتاريخ 23 يونيو 1977، والمعدل بقرار رئيس الجمهورية رقم 567 لسنة 1980، تُعد من أكبر المدن الصناعية الجديدة في مصر وأقربها لمدينة القاهرة، أنشئت لجذب رؤوس الأموال الأجنبية والمحلية بغرض توفير فرص عمل للشباب، وكذلك لاستقطاب الزيادة السكانية إلى خارج العاصمة القاهرة،
تبلغ مساحتها حوالي 95000 فدان (384.45 كم²)، تقع المدينة على طريق القاهرة - الإسماعيلية الصحراوي، تبعد عن مدينة القاهرة حوالي 46 كم، وعن مدينة الزقازيق حوالي 39 كم، وعن مدينة بلبيس حوالي 20 كم، وبلغ عدد سكان المدينة حوالي 268,208 نسمة في 2022.

## المخطط العام
تبلغ مساحة مدينة العاشر من رمضان حوالي 95000 فدان (384.45 كم²)، مقسمة إلى مناطق سكنية، خدمية، صناعية، وترفيهية، وتقسم المدينة إلى عشرة أحياء سكنية بخلاف المناطق الصناعية، وتضم المدينة ما يقرب من 113111 وحدة سكنية من مشاريع إسكان متوسط "سكن مصر ودار مصر"، ومشاريع الإسكان الاجتماعي وخلافه.

## الخدمات

### الصحة
تضم مدينة العاشر من رمضان العديد من المنشآت الطبية من أهمها:
- مستشفى العاشر من رمضان الجامعي
- مستشفى العاشر من رمضان المركزي.[8]
- مستشفى للتأمين الصحي.[9]
- عيادة العاشر من رمضان الشاملة للتأمين الصحي.
- مستشفى ابن سينا.[10]
- المركز التخصصي للعيون.

### التعليم
تضم مدينة العاشر من رمضان العديد من المنشأت التعليمية والبحثية من أهمها:
- جامعة الزقازيق الأهلية
- فرع المعهد التكنولوجي العالي.[11]
- المدرسة المصرية الأمريكية المتكاملة.
- المدرسة المصرية اليابانية.[12]
- مدارس طارق بن زياد.
- مدرسة المستقبل التجريبية.
- العديد من المعاهد الأزهرية.

### الرياضة والترفيه
يوجد عدة نوادي رياضية واجتماعية بمدينة العاشر من رمضان منها:
- نادي الرواد
- نادي بروسيا
- نادي الصفوة
- مركز شباب العاشر
-العديد من المراكز الشبابية الرياضية الصغيرة الموزعة على الاحياء والمناطق الخدمية.

## الاقتصاد
تضم مدينة العاشر من رمضان العديد من المناطق الاقتصادية تضم العديد من الشركات تعمل في مجالات مختلفة من أهمها مجموعة مصر الحجاز، النساجون الشرقيون، ومجموعة كليوباترا.

## معرض الصور

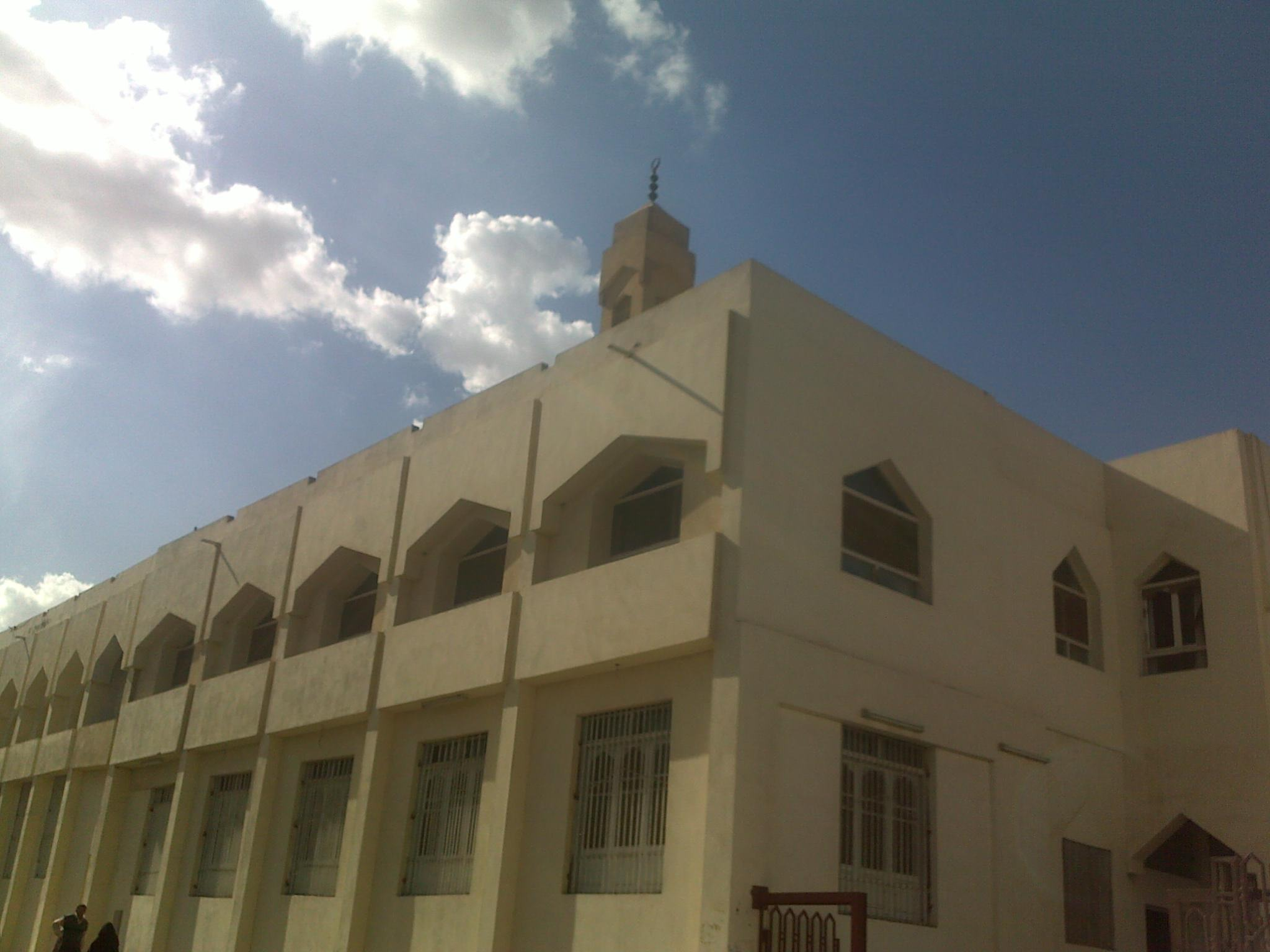
مسجد التوحيد
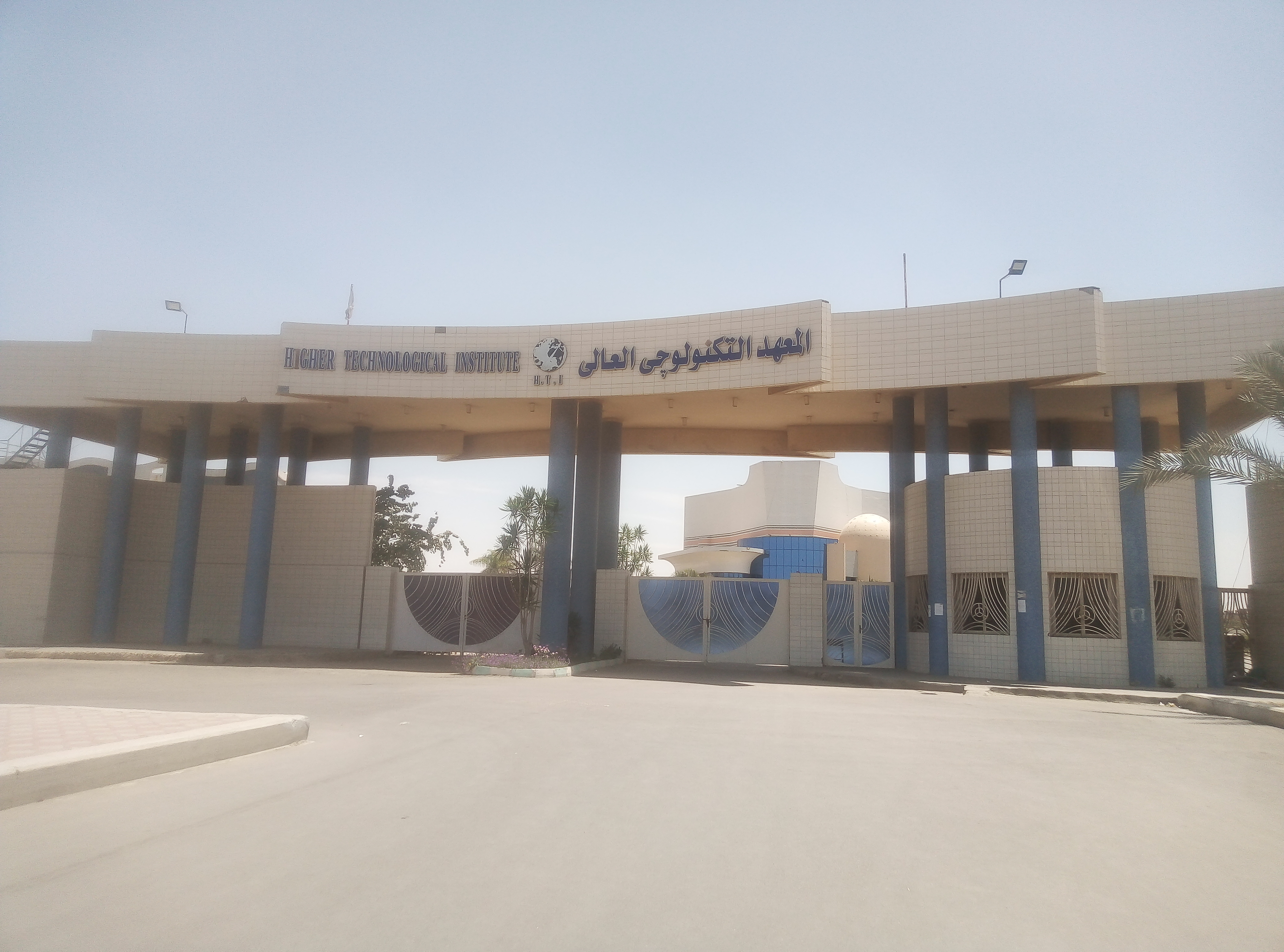
المعهد التكنولوجي العالي
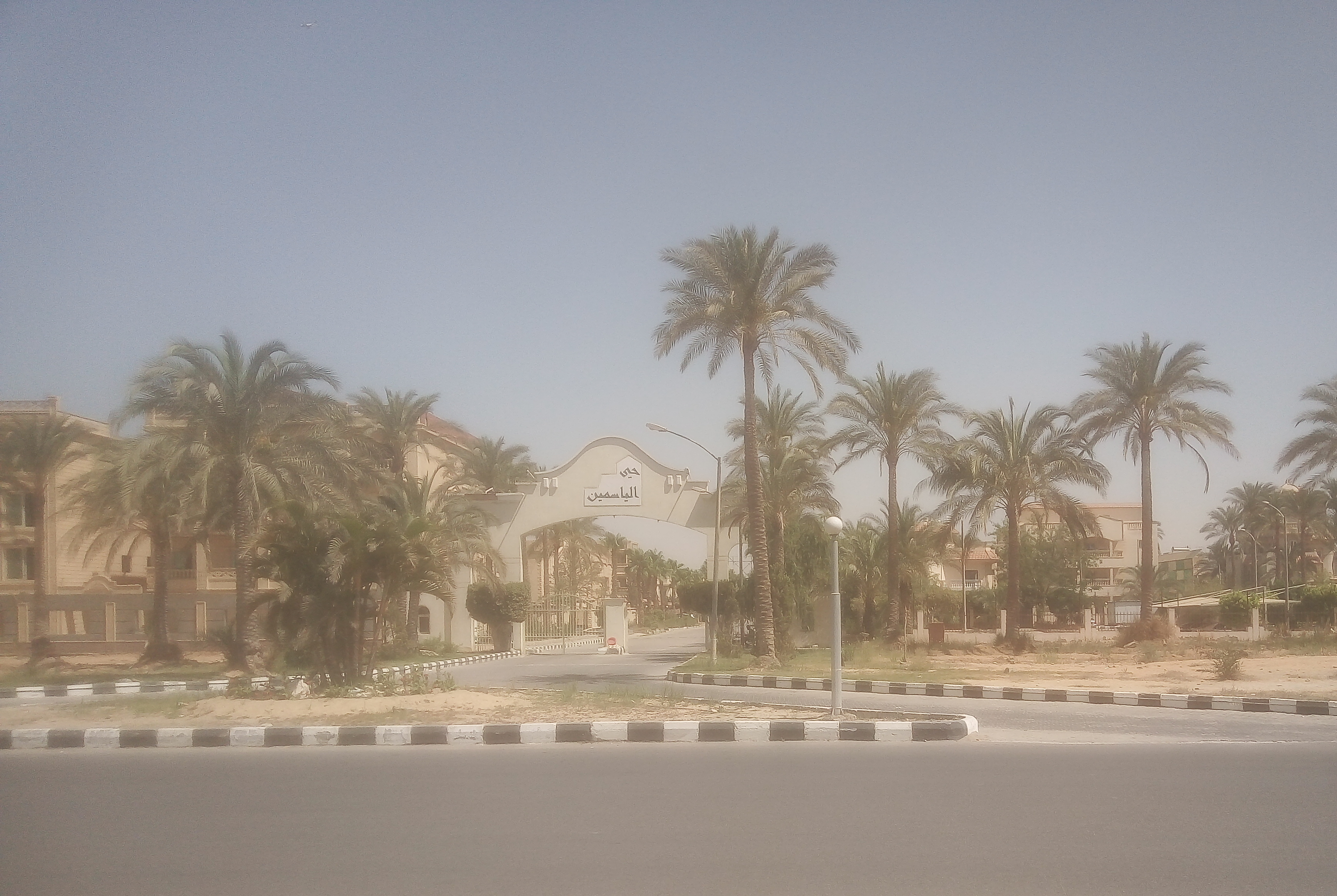
حي الياسمين
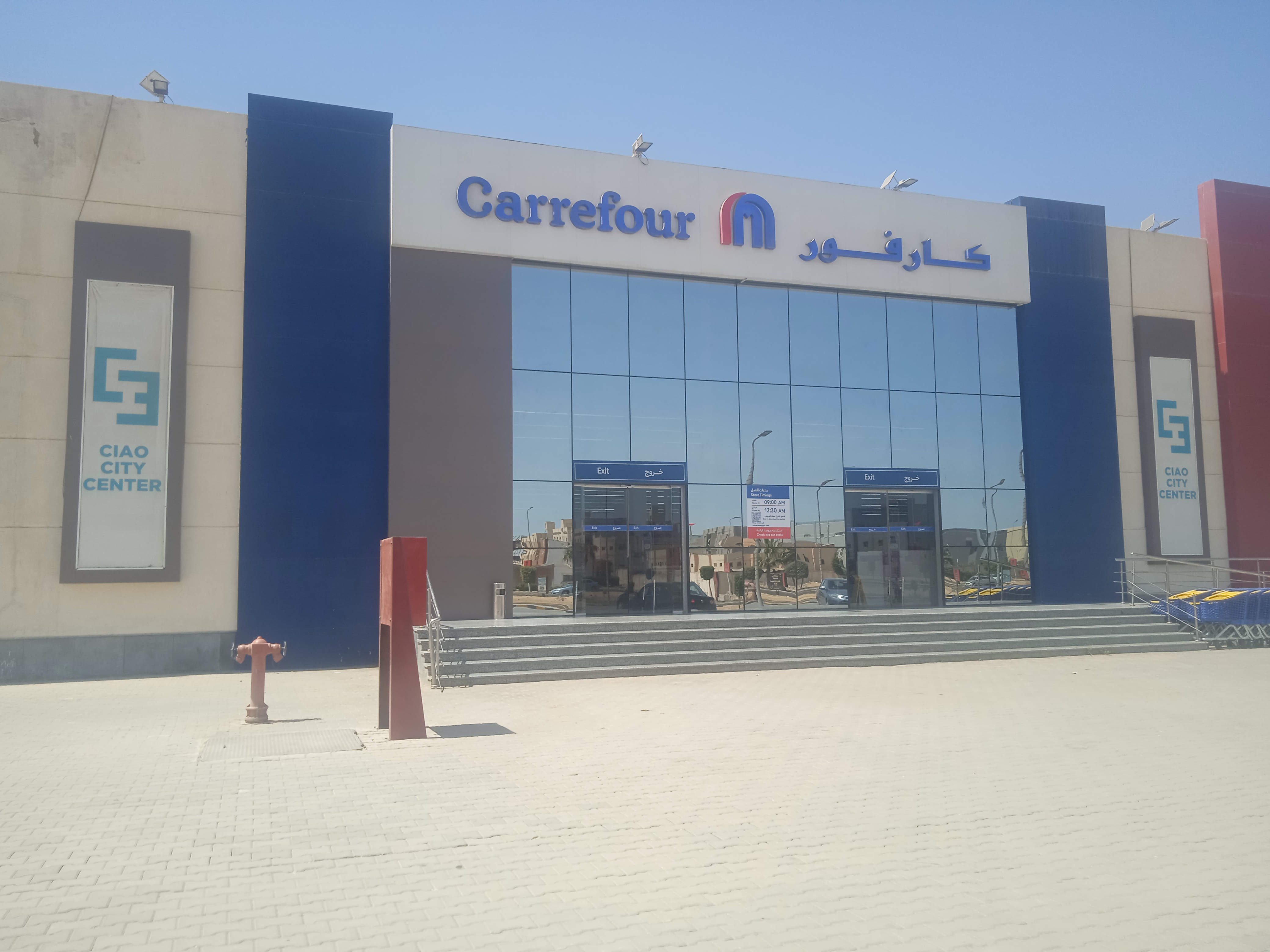
فرع كارفور العاشر من رمضان
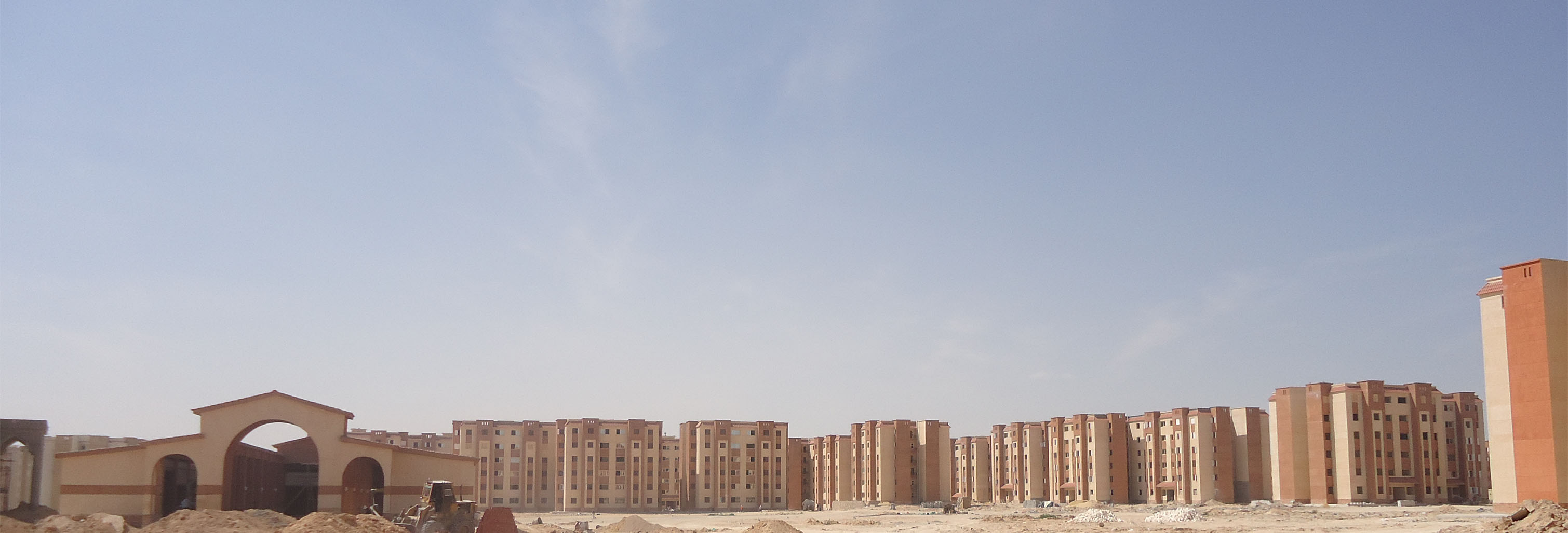
الإسكان الاجتماعي

## وصلات خارجية
- العاشر أون لاين